# Praises to the King
Praises to the King – ósmy album studyjny Capletona, jamajskiego wykonawcy muzyki reggae i dancehall. Został wydany 1 stycznia 2003 roku przez jamajską wytwórnię Black Scorpio Records. Produkcją nagrań zajął się Jack Scorpio.

## Lista utworów
1. "Righteousness"
2. "Praises to the King"
3. "Fire Ago Bun Dem" feat. Gentleman
4. "Right Now"
5. "Never Want the Youths to Die" feat. Luciano
6. "Gwaan Fight Dem"
7. "Seek Salvation"
8. "My Sound"
9. "Cold Blooded Murderer"
10. "Love the Ghetto Youths"
11. "Some Body"
12. "Gun Hark" feat. Bobbie Zarro
13. "Ghetto Youth Fi Big" feat. Josie Mel

## Twórcy

### Muzycy
- Capleton – wokal
- Luciano – wokal (gościnnie)
- Josie Mel – wokal (gościnnie)
- Gentleman – wokal (gościnnie)
- Bobbie Zarro – wokal (gościnnie)
- Dwight "Brother Dee" Pinkney – gitara
- Daniel "Axeman" Thompson – gitara basowa
- Leroy "Mafia" Heywood – gitara basowa
- Robbie Shakespeare – gitara basowa
- Sly Dunbar – perkusja
- Noel "Skully" Simms – perkusja
- David "Fluxy" Heywood –
- Cleveland "Clevie" Browne – perkusja
- Herman "Bongo Herman" Davis – perkusja
- Stanley "Ranking Barnabas" Bryan – perkusja
- Wycliffe "Steely" Johnson – instrumenty klawiszowe
- Glen DaCosta – saksofon
- Dean Fraser – saksofon
- David Madden – trąbka

### Personel
- Mike Riley – inżynier dźwięku, miks
- Jack Scorpio – inżynier dźwięku, miks
- Leroy "Culture Lee" Dixon – miks
- Dayan "Pete" Foster – miks
- Omar Thompson – miks
- Richie Brown – miks
- Glen Irving – miks